# 鄭多素美
鄭多素美（韓語：정다소미，1990年11月23日—）是一名出生於韓國京畿道水原市的女子射箭運動員。她曾參加2014年亞洲運動會，獲得反曲弓個人和團體兩個小項的金牌。

## 外部連結
- 鄭多素美的Facebook專頁